# Хушвактова, Махфурат Джаббаровна
Хушвактова Махфурат Джаббаровна (узб. Hushvaqtova Mahfurat Jabbarovna; род. 23.09.1973, Карши, Узбекская ССР) — узбекский врач и государственный деятель, с 2020 года является депутатом законодательной палаты Олий Мажилиса Республики Узбекистан IV созыва от социал-демократической партии «Адолат». Входит в состав комитета по бюджету и экономическим реформам. Главный врач Кашкадарьинского областного скрининг-центра «Мать и дитя».

## Биография
Махфурат Джаббаровна родилась 23 апреля 1973 года в городе Карши. В 1997 году окончила Самаркандский государственный медицинский институт по специальности «лечебное дело».
Трудовую деятельность начала в качестве интерна родильного дома Кашкадарьинской области в 1997 году. Затем, с 1998 по 2004 работала врачом акушером-гинекологом поликлиники № 2 города Карши. С 2004 по 2009 год была заведующей отделом семьи и брака. В 2009—2012 годах занимала должность заместителя начальника по охране материнства и детства в Каршинском городском медицинском объединении, в 2009—2017 — начальником и акушером-гинекологом отделения гинекологии медицинского диагностического центра Кашкадарьинской области.
С 2017 года работает главным врачом Кашкадарьинского областного скрининг-центра «Мать и дитя».
С 2020 года является депутатом законодательной палаты Олий Мажлиса. Член фракции Социал-демократической партии «Адолат». Входит в состав комитета по бюджету и экономическим реформам.